# Владимир Беклемишев
Владимир Александрович Беклемишев е един от най-известните и търсени руски скулптори в края на 19 и началото на 20 век. По негови проекти са издигнати монументални паметници не само в Санкт Петербург и провинциалните градове на Руската империя, но и в чужбина. Важен аспект от професионалната му активност е дългогодишната му преподавателска дейност в Императорската художествена академия, където ръководи скулптурния клас в продължение на почти четвърт век и два пъти е избиран за ректор – през 1905 и 1911 г.

## Биография
Владимир Александрович Беклемишев е роден на 3/15 август 1861 г. в имението на родителите си в Екатеринославска губерния. Син е на Александър и Клеопатра Беклемишеви и има 6 братя и сестри. Баща му Александър Николаевич, по-известен като Реджо Беклемишев, е ярка личност с артистичен характер. Дълги години той живее в Италия, след това работи като декоратор в градските театри в Тифлис (днес Тбилиси), Одеса и Киев, а акварелните му творби са представени в редица музейни колекции.
Владимир получава основното си образование в Харков, където посещава ателието на украинския живописец Егор Шрайдер и учи в Рисувалното училище на Мария Раевска-Иванова. През 1878 г. става слушател, а година по-късно студент към скулптурния отдел на Императорската художествена академия. Там се обучава под ръководството на професорите Александър фон Бок и Николай Лаверецки. През 1883 г. получава два малки сребърни медала, на следващата година – още 2 малки сребърни, а през 1885 – 2 малки и един голям сребърен медал. През 1886 г. е награден с малък златен медал за статуята „Каин след убийството на брат си“. Завършва Художествената академия през 1887 г. с голям златен медал за програмния барелеф „Погребение“. Получава званието класен художник 1-ва степен и правото на пътуване в чужбина за сметка на академията.
През 1888 г. посещава Париж, а след това се установява в Рим, където работи в продължение на 3 години. След завръщането си в Русия, Беклемишев показва някои свои италиански творби на изложба през 1892 г., за които е удостоен със званието академик. Отличени са творбите му „Избягалият роб“ и „Християнка от първите векове“.
Две години след това става ръководител на скулптурното ателие на Висшето художествено училище към Художествената академия. Член е на Съвета на професорите заедно с Иля Репин, Владимир Маковски и Архип Куинджи. Активната педагогическа дейност през всички следващи години става важна част от живота му. Сред учениците на професора са бъдещите скулптори Матвей Манизер, Всеволод Лишев, Леонид Шерууд, Ана Голубкина и много други.
През 1900 г. той получава златен медал на Световното изложение в Париж. През лятото на 1917 г. Беклемишев взима участие в комисията за разработване на новия устав на Художествената академия. След Октомврийската революция е отстранен от преподавателска дейност и е принуден да напусне Петроград.
През 1919 г. по здравословни причини Беклемишев е принуден да замине за град Новоржев, Псковска губерния. Има намерение да изнесе цикъл от лекции по история на изкуството в местния университет. Въпреки болестта си работи непрекъснато и дори в деня преди смъртта си подготвя рисунки за да илюстрира предстоящите лекции на тема Елада и Древен Рим. Умира на 21 декември 1919 г. в град Новоржев. Погребан е в Смоленското гробище в Санкт Петербург.
Скулпторът никога не е имал лични изложби. Само веднъж, през 1922 г., като част от „Първа изложба на скулптури“, учениците му представят 19 творби на майстора. За първи път самостоятелна изложба на Беклемишев е организирана от Държавния руски музей, който притежава най-голямата колекция от произведения на Беклемишев, изпълнени от бронз и мрамор. Изложбата отбелязва 150-годишнината от раждането на скулптора. Творбите от Руския музей са допълнени с експонати от много други музеи.

## Творчество
Известност и признание на скулптора донасят неговите паметници и бюстове на личности от историята и културата на Русия, изпълнени с умение, точност и убедителност при предаване на външния вид и характера на модела.
От студентските му години са запазени восъчните релефи „Срещата на Соломон и Савската царица“, „Мойсей в пустинята изважда вода от камък“ и „Проповед в планината“, както и гипсовата статуя „Поликрат“.

### Италиански период
Попадайки в Италия, Беклемишев започва упорито и ентусиазирано да работи с камък. Римският период на творчеството му включва редица мраморни и бронзови произведения, направени главно за частни поръчки. В колекцията на Руския музей се намира една от първите мраморни творби на скулптора. Близо по характер, подписан, но не датиран е подобен мраморен бюст на римско момче, който се съхранява в Третяковската галерия.
Композицията „Избягалият роб“ Беклемишев работи в Италия. Завършва я през 1890 година, но окончателният ѝ вариант се появява едва след като известният художник и колекционер, академик Михаил Боткин посещава римското ателие на скулптора и му дава някои съвети. През 1893 г. творбата е изпратена на Световното изложение в Чикаго. Доста голямата като размер скулптура е изложена в една от залите на руския художествен отдел, заедно с известни творби на Иля Репин, Исак Левитан, Валентин Серов, Василий Суриков, Алексей Саврасов. През 1918 г. скулпторът дарява това произведение на Музея към Академията на изкуствата, а по-късно е прехвърлено в Държавния музей на революцията (сега Музей на политическата история на Русия). В съвременната колекция на музея обаче скулптурата липсва. „Избягалият роб“ е открит неочаквано на 26 април 2010 г. по време на възстановителните работи в Източната галерия на Зимния дворец, където се намира и до наши дни.
Най-известната творба на художника от италианския му период е мраморният бюст „Християнка от първите векове“ (1891). Идеята за това произведение идва след посещение на най-известните катакомби в Рим, тези на Домицила. По същото време се появяват и портретни скулптури на Беклемишев, някои от които продължават традициите на салонния академизъм на учителите му фон Бок и Лаверецки, като двата портрета с името „Момче“ (1890), „Портрет на Е. Н. Милютина“ (1891) и други. Творчеството му има противоречив характер – работи както в академичен, така и в класически стил.
На изложба от 1892 г. внимание привлича малката бронзова скулптура „Колко хубави, колко свежи бяха розите“ (1892). Изобразена е фигурата на момиче, тъжно седнало на пейка с изсъхнали цветя в ръце. Създадена е по едноименното стихотворение на Иван Тургенев и е характерна за тенденциите във визуалните изкуства от онези години – пресъздаване на литературна творба с нотка на сантиментализъм. Изработена в същия дух, тази тема многократно се повтаря от Беклемишев с различни материали и размери.

### Руски период
Сред най-добрите, на първо място се приема жанровата композиция „Селска любов“ (1896), за която Владимир Стасов поздравява автора, а Павел Третяков веднага закупува за своята галерия. За първи път бронзовата композиция е показана на изложбата на передвижниците от 1896 г. В нея намират отражение много от характеристиките и особеностите на творбите на руските передвижници. Фигурата на момичето се отличава с особена искреност и задушевност. Работейки над нея, Беклемишев прави допълнително нейна полуфигура под формата на малка статуетка, чиито гипсови отливки след това подарява на приятели и познати, като понякога прави и конкретно насочени надписи на пиедестала.
Друга известна за своето време статуя на Беклемишев е „Света Варвара Великомъченица“, показана на изложба през 1894 г. Фигурата е дълбоко пропита с мистицизъм. Изтощена от пост и молитва, Варвара е повдигнала слабото си, почти прозрачно лице и с вдигнатите си нагоре ръце навява чувството на дълбока скръб. В нея има толкова много религиозно чувство и толкова топлина, че е приета като една от най-артистичните творба на изложбата. Твърди се, че художникът първо изработва фигурата от натура, но формите на модела са били по-скоро женствени и не са отговаряли на представата му за светица. Скулпторът унищожава работата си, но по-късно я изработва отново, когато случайно срещна момиче, подходящо за модел на светицата. Император Александър III поръчва бронзово копие на „Света Варвара“ за Ермитажа, откъдето през 1898 г. е дарена на новооткрития Държавен руски музей.
През 1897 г. на пролетната изложба в Художествената академия Беклемишев представя леката, въздушна и грациозна мраморна „Снежанка“, която не е запазена до наши дни. За да изработи дрехите на приказната героиня по-убедително, скулпторът изучава женските костюми от оперите „Руслан и Людмила“ и „Снежанка“, които са донесени в ателието от Императорския театър. Скулптурата е представена на Световното изложение в Париж през 1900 г. заедно със „Света Варвара Великомъченица“, за които Беклемишев е награден със златен медал.

## Скулптурни портрети
Най-важната част от творческото наследство на Беклемишев се състои от скулптурни портрети на съвременници, много от които играят значителна роля в обществения и артистичен живот на Русия. Развитието на таланта на Беклемишев като портретист се проявява най-последователно в малки, пластично изразителни фигурки, в които пресъздава запомнящи се образи, близки до същността на самия автор. Всъщност това е цяла портретна галерия, наброяваща повече от 30 статуи, фигурки и бюстове, отличаващи се с разнообразна художествена техника – на архитекта Павел Сюзор (1892), физика Николай Бекетов (1894), художниците Иван Шишкин (1899), Александър Рицони (1902) и Владимир Маковски (1906), музикантът М. Беляев (1903), меценатът и основател на собствена галерия Иван Цветков и други. Бюстът на историка Николай Кареев, съхраняван във фондовете на Руския музей и датиран от 1906 г., е изработен в традицията на руския реалистичен портрет от последната трета на 19 век. В същия стил е направен и много по-известният бюст на Владимир Маковски.
Сред моделите от 1900 г. все по-често започват да се появяват музиканти, балетисти и драматични артисти – виолончелистът Александър Вержбилович, диригентът и пианист Василий Сафонов, актьорът Владмир Давидов, балерините Олга Преображенска и Вера Фокина и други. Скулпторът изобразява балерината от Мариинския театър Фокина като вакханка от балета „Вакханалия“ и успява да предаде в сложна, динамична композиция нейната удивителна гъвкавост. Друга версия показва балерината в танц, където фигурата и с високо вдигнати ръце, като че ли ще полети. За разлика от сравнително малките фигурки на Фокина, скулптурният образ на балерината от Императорския театър Олга Преображенска е близък по размер до малка статуя. Въпреки че при позиране тя заема различни балетни пози, Беклемишев я изобразява облечена с пачка, в минути на почивка.
По онова време центърът на ателието е зает от мистериозни похлупаци с всякакви размери, под които стоят скулптурите, по които Беклемишев работи. Сред най-добрите творби, принадлежащи на Руския музей са портретите на композитора Михаил Иполитов-Иванов и на Владимир Давидов. Сред многобройните портретни статуетки, умело изработени от натура, тази на Давидов (1916), седнал на стол, се отличава с особена пластична изразителност. Докато позира, актьорът разказва разни истории или чете монолози. Тези естествени впечатления, получени по време на работата на скулптора, помагат на Беклемишев да постигне невероятна жизнена автентичност при предаванета на облика на актьора. А Александър Вержбилович темпераментно свири на виолончелото си по време на позирането. Скулпторът претворява образа му в малка статуетка, изваяна през 1908 г. Две години по-късно Беклемишев създава още един негов портрет. Това вече е доста по-голям бюст, отличаващ се със свободен и изразителен маниер на моделиране.
Един от най-известните скулптурни портрети на Беклемишев е мраморният бюст на великия княз Владимир Александрович, президент на Императорската художествена академия (ИАХ). През 1909 г., след смъртта му, скулпторът изпълнява гипсов бюст, поръчан от вдовицата – великата херцогиня Мария Павловна. През 1914 г. извайва и портретна статуетка на Мария Павловна, която е заела длъжността на съпруга си в ИАХ.

## Монументална пластика
Работите на Беклемишев в областта на монументалната и мемориална пластика са много и значими. Той участва в различни конкурси или като автор на проекти, или като член на журито. Някои от произведенията на скулптора са оцелели и до днес, но са относително малко известни – на историка Александър Веселовски, на акушер-гинеколога Дмитрий От (1915). Други са известни само по снимки, споменавания в списания и архивни документи, или запазени скулптурни скици – седналата фигура на Александър III за Руския музей (1895), статуята на императрица Мария Фьодоровна, която е трябвало да бъде поставена пред Смолния институт (1897), фигурата на император Александър III за Знаменския площад в Санкт Петербург (1898 – 1899), проекти за паметници на Петър I в Ревел (1909), св. Олга в Псков (1913) и други.
Важна част от художественото наследство на Беклемишев се състои от големи портретни статуи на видни съвременници, предназначени за интериора на обществени сгради. Най-известната от тях е мраморната фигура на Пьотър Чайковски, завършена в началото на 1897 г., която все още стои в консерваторията в Санкт Петербург. Чайковски е седнал на удобен стол с кръстосани крака, главата му е облъкатена на дясната ръка, а пръстите на лявата са положени върху нотна тетрадка.
Беклемишев доста често представя проектите си в конкурси за монументални произведения. Така през 1898 г. е направен мраморният бюст-паметникът на Тарас Шевченко за Харков, който се съхранява в Националния музей на Тарас Шевченко в града. През 1900 г. изработва паметника на Александър Грибоедов за лятната резиденция на руската мисия в Техеран. Поетът е изобразен седнал в кресло с книга в ръка и скулптурата е замислена така, че да отразява тишината и спокойствието на парка около паметника.
На улица „Систина“ в Рим през 1903 г. е поставен портретен бронзов барелеф на Николай Гогол, дело на Беклемишев. Монтиран е на къщата, в която писателят е живял през 1832 – 1842 г. и където е написал „Мъртви души“. Ясно се чете подписът на автора, оцелял до наши дни.
Най-впечатляващата работа на скулптора в този жанр е паметникът на Ермак за Новочеркаск, открит през 1904 г. Идеята за поставяне на този паметник възниква още през 1881 г. По различно време в разработването на проекта участват Марк Антоколски, създавайки малка скица (1886) и Михаил Микешин, автор на графични проекти. На 1 ноември 1900 г. се съобщава, че поради липса на средства е решено проектът за изграждане на паметника на Ермак да бъде предоставен на Владимир Беклемишев. Той прави редица промени в предишните проекти, някои от които свързани с пиедестала, който в оригинала е с формата на скала с отстъпи. В окончателната версия скулптурът намалява височината му и го изработва от гранит, а не от бронз или чугун, както е било предвидено. Бронзовият Ермак е изобразен като древен герой-войн, който стиска в лявата си ръка бойно знаме, а в протегнатата си дясна държи „сибирска“ корона. През същата година Беклемишев прави авторско повторение на „Ермак – покорителят на Сибир“ за показване на Световното изложение в Сейнт Луис. Грамадната статуя на Ермак е определена като „гвоздеят“ на руския отдел на изложбата.
Беклемишев създава редица паметници за Санкт Петербург и предградията му. През 1908 г. е поставен паметника на известния руски лекар Сергей Боткин, работа на Беклемишев. Боткин е изобразен в характерната си поза, със свити зад гърба ръце, в цивилно палто, с обърнато към сградата на болницата лице. Скулптурата е инсталирана в парка пред терапевтичния отдел в клиниката на баронет Яков Вилие, където са протекли научната и медицинска дейност на покойния професор.
Много от творбите на Беклемишев се съхраняват в музеи в Москва, Санкт Петербург и други градове на Русия.

## Мемориална пластика
Важен аспект от творческата дейност на Беклемишев е мемориалната пластика. Установено е, че именно той е автор на един от най-забележителните надгробни паметници в гробището на Новодевическия манастир в Санкт Петербург – паметника на Дмитрий Мордвинов, генерал от артилерия, директор на канцеларията на Военното министерство, член на Военния съвет на Руската империя. Изработен е в строгия стил на православието и изобразява изпълнен със скръбно благородство ангел, наведен над ковчега и хвърлящ върху него рози.
Най-известните надгробни паметници на скулптора се намират в Некропола на майсторите на изкуствата в Санкт Петербург (бившето Тихвинско гробище в Александро-Невската лавра). Един от тях е паметникът на известния оперен певец, солист на Мариинския театър Фьодор Стравински. Скулптурът Леонид Позен изработва релефен овален медальон, а Беклемишев – алегорична фигура на муза с лира в ръка. Надгробният паметник е открит през 1908 г.
Друго значимо произведение на майстора е мраморният бюст на Архип Куинджи, поставен през 1914 г. на надгробната плоча на художника в Александро-Невската лавра. Процесът на създаването му е доста сложен. Провежда се конкурс, в който участват 18 проекта, но никой от тях не е одобрен. Решението е да се приеме проект, който е представен преди конкурса – на Алексей Шчусев и представлява портал с ниша и висок пиедестал за бюста на художника. Бюстът е поръчан на Беклемишев, който през 1898 г. го изработва от гипс, а 4 години по-късно и от мрамор. За надгробния паметник е направена бронзова отливка, която изглежда много ефектно на фона на мозайката на Владимир Фролов, изпълнена по скици на Николай Рьорих.